# Аптекарський острів
Аптекарський острів — один з островів, розташованих у північній частині дельти річки Неви, що входять до складу Петроградського району міста Санкт-Петербурга, який займає ряд островів. Відділяється від Петроградського острова річкою Карповкою, від Кам'яного і Крестовського островів — Малою Невкою, від Виборзької сторони — Великою Невкою. Площа острова — близько 2 км2.

## Історія найменування
Фінська назва Корпісаарі (фін. Korpisaari — острів глухого лісу) — острів із дрімучим лісом або Корппісаарі (фін. Korppisaari) — Воронячий острів. Острів має і російські назви — Дикий або Ялиновий острів.
Сучасна назва Аптекарський острів відома з 1726 року, дана за Аптекарським городом, який розташовувався на острові (нині Ботанічний сад).

## Загальні відомості
Аптекарський острів з'єднаний із Петроградським сімома мостами: Аптекарським, Петропавловським, Силіним, Геслерівським, Карповським, Барочним та Молодіжним, з Кам'яним островом — Кам’яноострівським мостом, з Виборзької стороною — Кантемирівським і Гренадерським.

## Історія
Указом Петра I від 1714 року острів був відданий під потреби Медичної канцелярії і Головної аптеки. Для вирощування лікарських рослин у південно-східній частині острова заклали аптекарський город, що дав назву острову і перетворився згодом у Ботанічний сад і Ботанічний інститут імені В. Л. Комарова РАН. Тут же була побудована «інструментальна хата» — перша в Росії майстерня медичних інструментів, що поклала початок заводу «Червоногвардієць», який існує донині.
Петро I дозволив селитися на острові тільки служителям і робітним людям Медичної канцелярії. Аптекарська слобода носила багатонаціональний характер: крім росіян, на ній жили німці, французи, голландці, що служили в Медичній канцелярії. Острів був «містом у місті»: у нього була навіть своя острівна печатка, чого не мала жодна з петербурзьких частин. Керівником Аптекарської слободи був наглядач, який відводив слобідським жителям ділянки під сінокіс і контролював розпорядки трудового дня.

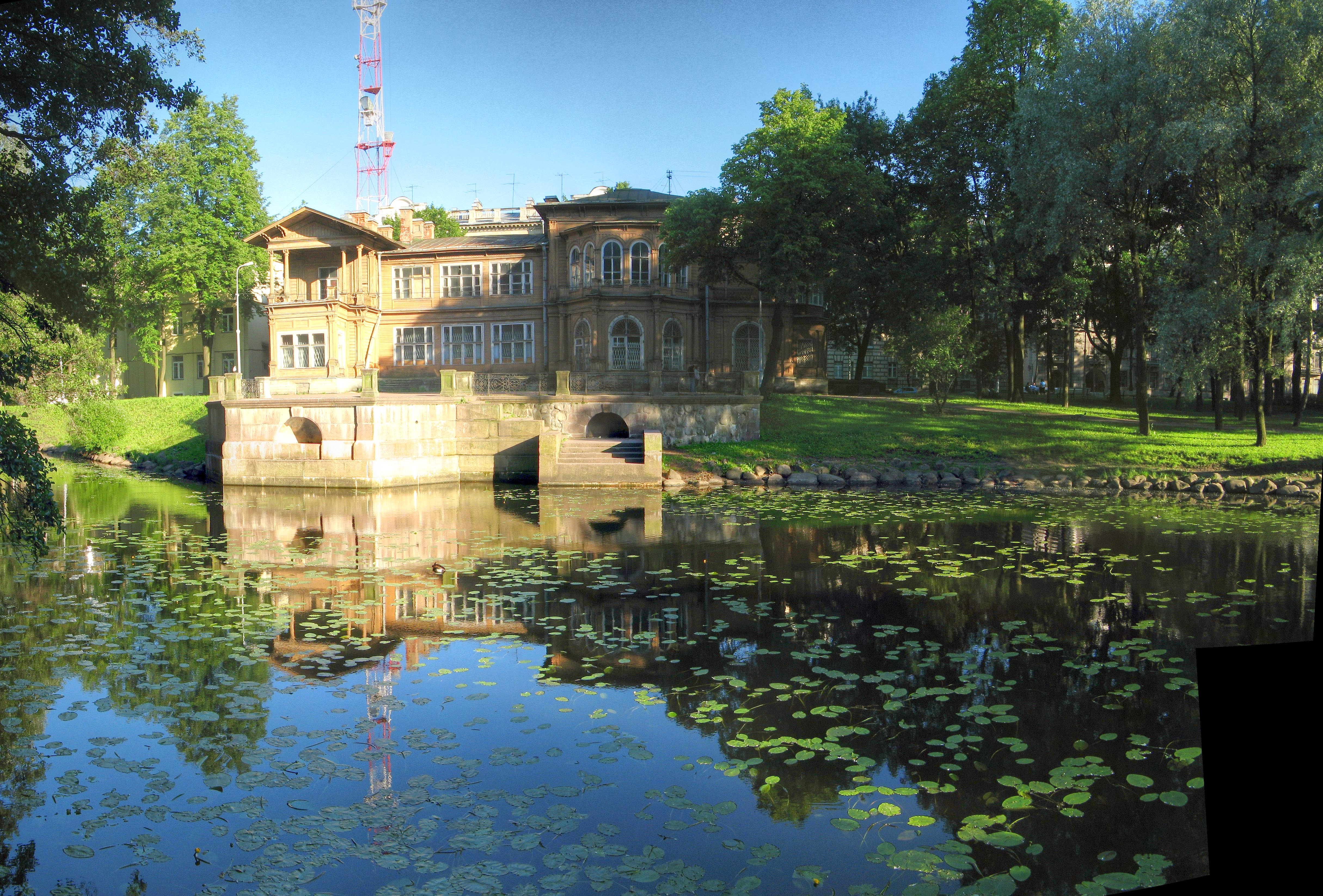
Лопухінський сад і дача Громова на Аптекарському острові

За царювання Павла I і Олександра I острів стає модною дачною місцевістю, тут будуються аристократичні садиби і закладаються парки. До наших днів частково зберігся Лопухінський сад. На початку XX століття на острові починається активне будівництво багатоквартирних будинків, створених за проектами кращих архітекторів Росії: В.О. Щуко, Ф. І. Лідваля, М.С. Лялевича.
Серед будівель радянського часу слід відзначити Перший будинок Ленради (арх. Є. А. Левінсон, І. І. Фомін, 1935 р.), комплекс будівель Ленінградського телецентру (арх. С. Б. Сперанський, А. Д. Кац, В. С. Васильківський, інж. Н. І. Дюбов, 1963 р.) з телевежею (1962), Палац молоді (арх. А. П. Ізоітко, П. С. Прохоров, В. П. Тропін, 1970-ті роки).
На Аптекарському острові в XIX—XX століттях був розташований ряд промислових підприємств, які нині здебільшого виведені з острова (як ВАТ «Ленполіграфмаш») або закриті і навіть знесені під нову забудову (територія заводу «Електрик» з 2008 р. використовується під будівництво багатоповерхового житлового комплексу «Європа Сіті»).
На острові розташована значна кількість наукових (переважно медичних) навчальних закладів, зокрема два державні внз: Санкт-Петербурзький державний електротехнічний університет (ЛЕТІ) і Санкт-Петербурзький державний хіміко-фармацевтичний університет. Як дослідні й лікувальні установи відомі Інститут експериментальної медицини РАМН, Інститут мозку людини ім. Н. П. Бехтєрєвої РАН.
14 лютого 1927 року відкрито інститут охорони здоров'я дітей та підлітків (потім НДІ дитячих інфекцій МОЗ Росії, нинішній Дитячий науково-клінічний центр інфекційних хвороб ФМБА Росії). Поблизу розташований федеральний НДІ грипу імені А. О. Смородинцева МОЗ Росії.
З Аптекарським островом пов'язані життя і діяльність І.П. Павлова, О.С. Попова, Ф.І. Шаляпіна, П.А. Столипіна, О.М. Опєкушина, П.М. Філонова, М.Л. Лозінського, М.К. Анікушина, Н.П. Бехтєрєвої.

## Загальнодоступні музеї на острові

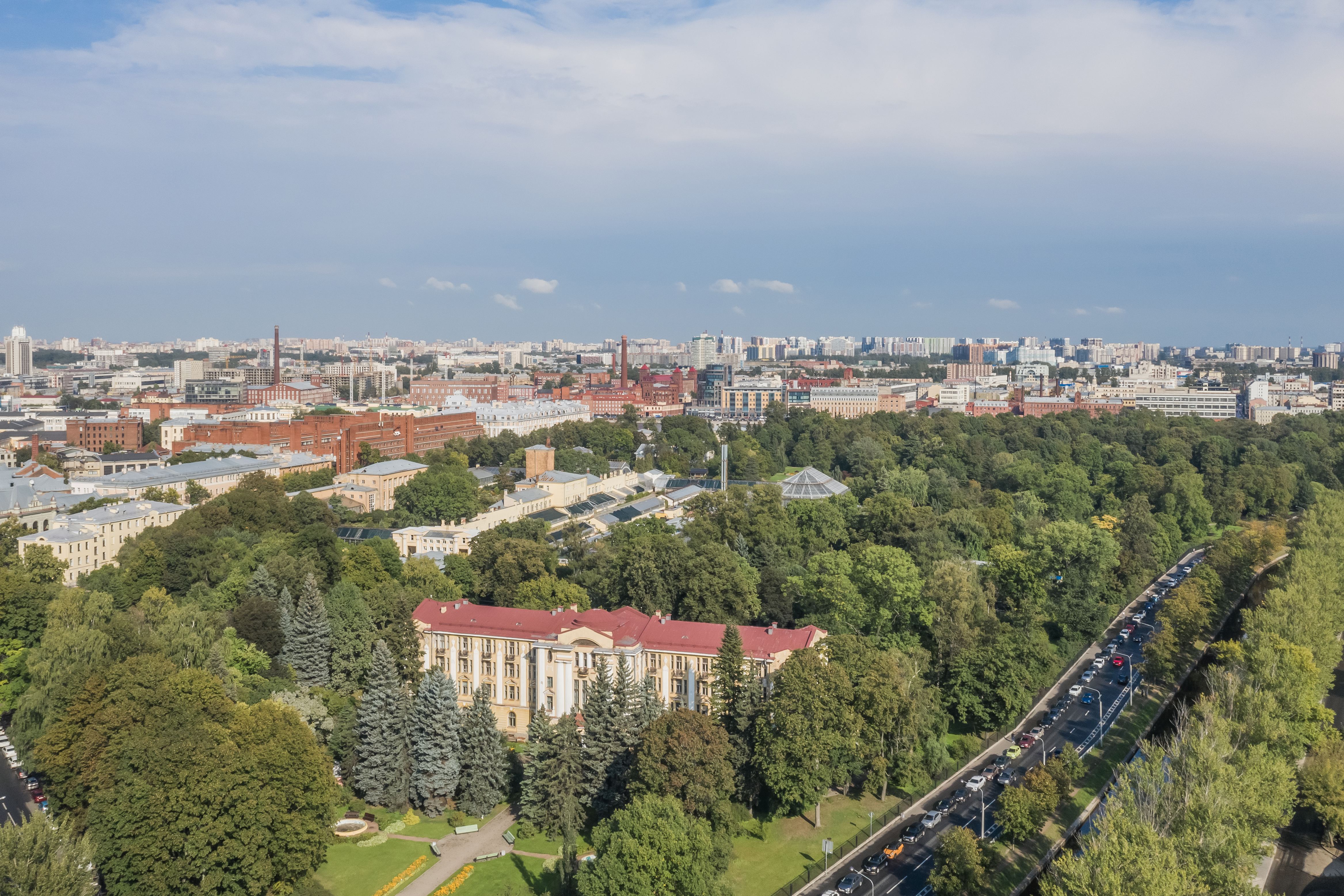
Ботанічний сад БІН РАН

- Живої природи — Ботанічний сад Ботанічного інституту імені В. Л. Комарова РАН (БІН РАН)
- Меморіальний музей О. С. Попова (ЛЕТІ)[ru]
- Будинок-музей Ф. І. Шаляпіна — одна з філій Санкт-петербурзького музею театрального і музичного мистецтва[3]
- Музей петербурзького авангарду (Будинок М. В. Матюшина) — одна з філій Музею історії міста[4]
- Музей історії фотографії[5]
- Музей порцеляни та шахів
- Музей історії Інституту експериментальної медицини РАМН
- Культурний центр Майстерня М. К. Анікушина
- Музей Мистецтво віяла
- Меморіальний Кабінет Академіка І. П. Павлова